# えい梨
えい梨（えいり、11月19日 - ）は、日本のタレント、コスプレイヤー。
PPエンタープライズ所属。

## 略歴
2015年頃よりコスプレ活動を始める。
2022年9月3日、PPエンタープライズに所属する。

## 人物
趣味は絵を描くこと、ゲーム。
みゃこのファンを公言している。

## 作品
- 知的で無邪気に (2025年4月14日、双葉社 [漫画アクションデジタル写真集]、撮影：U-YA）

## 出演

### イベント

#### 2018年
- 「RAGEシャドウバースDawnbreak,Nightedge」ツクヨミ公式コスプレ出演(6月17日)
- 「G123.jp」公式コスプレイヤー就任(10月17日)

#### 2019年
- 東京ゲームショウ2019 サントリー公式バーチャルYoutuber 燦鳥ノム 公式コスプレ出演(9月12日)

#### 2020年
- 「グランブルーファンタジー」 オフィシャルキャスト　エウロペ役（12月12日）

#### 2022年
- 「星くずのエデン」イメージキャラクター就任（10月-）